# ミッチ・タルボット
ミッチェル・R・タルボット（Mitchell R. Talbot, 1983年10月17日 - ）は、アメリカ合衆国ユタ州シーダーシティ出身のプロ野球選手(投手)。右投右打。

## 経歴

### プロ入りとマイナー時代
2002年のMLBドラフトでヒューストン・アストロズに2巡目(全体70位)で指名され入団。

### レイズ時代
2006年は、7月12日に、ベン・ゾブリストと共に、オーブリー・ハフとのトレードで、タンパベイ・デビルレイズへ移籍した。移籍後は、AAで主に先発として10試合に登板。4勝3敗、防御率1.90の好成績を残した。
2007年は、開幕40人ロースター入りを果たした。しかし、この年はメジャーリーグでの登板機会は与えられなかった。
2008年9月15日にメジャーデビューを果たした。

### インディアンス時代
2009年12月1日にケリー・ショパックとのトレードで、クリーブランド・インディアンスに移籍した。
2010年は先発として活躍し、10勝をあげた。
2011年は、7月31日にウバルド・ヒメネスの加入に伴ってDFAとなった。8月5日に傘下のAAA級コロンバス・クリッパーズへ降格となった。9月24日に、再昇格を果たした。最終的に2勝止まりでAAA級コロンバスでも多く登板した。シーズン終了後の、10月18日にAAA級コロンバスへ降格し、20日にFAとなった。

### サムスン時代
2011年12月1日に、KBOのサムスン・ライオンズと契約を結んだ。
2012年は、14勝を記録し、韓国シリーズ優勝に貢献した。しかし肘の故障や、チームがリック・バンデンハークと契約したこともあり、同年限りで退団となった。

### サムスン退団後
2013年はマイアミ・マーリンズとマイナー契約を結んだが、故障で計3試合しか登板できず、8月12日に解雇された。20日にニューヨーク・メッツとマイナー契約を結んだ。
2014年は当初アトランティック・リーグのロングアイランド・ダックスと契約したが、8月25日、退団したケニー・レイの代役として、台湾プロ野球のLamigoモンキーズと契約。Lamigoでは3勝を記録。台湾シリーズにも出場。

### ハンファ時代
2014年12月5日、KBOのハンファ・イーグルスと契約を結んだ。これにより、3年ぶりに韓国球界復帰となった。
2015年は10勝と韓国で2度目の2ケタ勝利を記録したが、腰の故障で同年限りで退団となった。

### メキシカンリーグ時代
2016年4月8日にメキシカンリーグのアグアスカリエンテス・レイルロードメンと契約。

### Lamigo復帰
2016年6月10日、古巣であるCPBLのLamigoモンキーズと契約し、2年振りに台湾球界に復帰した。しかし、14試合登板で2勝5敗という結果に終わった。

### インディアンス復帰
2018年5月25日のクリーブランド・インディアンスとマイナー契約を結んだ。同年11月2日、インディアンスからFAとなり、2019年3月6日、アトランティック・リーグのシュガーランド・スキーターズと契約した。2019年6月5日、再びインディアンスとマイナー契約を結ぶも、11月5日、FAとなった。

## 詳細情報

### 年度別投手成績
| 年 度     | 球 団     | 登 板 | 先 発 | 完 投 | 完 封 | 無 四 球 | 勝 利 | 敗 戦 | セ 丨 ブ | ホ 丨 ル ド | 勝 率 | 打 者 | 投 球 回 | 被 安 打 | 被 本 塁 打 | 与 四 球 | 敬 遠 | 与 死 球 | 奪 三 振 | 暴 投 | ボ 丨 ク | 失 点 | 自 責 点 | 防 御 率 | W H I P |
| --------- | --------- | ----- | ----- | ----- | ----- | -------- | ----- | ----- | -------- | ----------- | ----- | ----- | -------- | -------- | ----------- | -------- | ----- | -------- | -------- | ----- | -------- | ----- | -------- | -------- | ------- |
| 2008      | TB        | 3     | 1     | 0     | 0     | 0        | 0     | 0     | 0        | 0           | ----  | 54    | 9.2      | 16       | 3           | 11       | 0     | 1        | 5        | 1     | 0        | 12    | 12       | 11.17    | 2.79    |
| 2010      | CLE       | 28    | 28    | 1     | 0     | 0        | 10    | 13    | 0        | 0           | .435  | 696   | 159.1    | 169      | 13          | 69       | 2     | 8        | 88       | 3     | 1        | 88    | 78       | 4.41     | 1.49    |
| 2011      | CLE       | 12    | 12    | 0     | 0     | 0        | 2     | 6     | 0        | 0           | .250  | 299   | 63.2     | 90       | 10          | 28       | 2     | 3        | 36       | 1     | 0        | 47    | 47       | 6.64     | 1.85    |
| 2012      | 三星      | 25    | 25    | 0     | 0     | 0        | 14    | 3     | 0        | 0           | .824  | 584   | 138.1    | 136      | 8           | 54       | 1     | 5        | 68       | 8     | 4        | 63    | 61       | 3.97     | 1.37    |
| 2014      | Lamigo    | 6     | 6     | 0     | 0     | 0        | 3     | 3     | 0        | 0           | .500  | 144   | 34.2     | 33       | 0           | 8        | 0     | 0        | 30       | 2     | 0        | 13    | 10       | 2.60     | 1.18    |
| 2015      | ハンファ  | 30    | 30    | 1     | 0     | 0        | 10    | 11    | 0        | 0           | .476  | 695   | 156.1    | 153      | 11          | 85       | 4     | 13       | 120      | 4     | 11       | 93    | 82       | 4.72     | 1.52    |
| MLB：3年  | MLB：3年  | 43    | 41    | 1     | 0     | 0        | 12    | 19    | 0        | 0           | .387  | 1049  | 232.2    | 275      | 26          | 108      | 4     | 12       | 129      | 5     | 1        | 147   | 137      | 5.30     | 1.65    |
| KBO：2年  | KBO：2年  | 55    | 55    | 1     | 0     | 0        | 24    | 14    | 0        | 0           | .632  | 1279  | 294.2    | 289      | 19          | 139      | 5     | 18       | 68       | 19    | 8        | 156   | 143      | 4.37     | 1.45    |
| CPBL：1年 | CPBL：1年 | 6     | 6     | 0     | 0     | 0        | 3     | 3     | 0        | 0           | .500  | 144   | 34.2     | 33       | 0           | 8        | 0     | 0        | 30       | 2     | 0        | 13    | 10       | 2.60     | 1.18    |

- 2015年度シーズン終了時

### 背番号
- 51 （2008年、2010年 - 2012年）
- 4 （2014年）
- 48 （2015年 - 2016年）